# 이제마
이제마(李濟馬, 1837년 ~ 1900년)는 조선 말기와 대한제국 시대의 한의사, 한의학자(漢醫學者), 문관(文官), 무관(武官), 시인(詩人)이며, 조선 왕족의 방계 혈족이다. 본관은 전주(全州), 자는 무평(務平), 호는 동무(東武)이다.

## 생애
1837년 함경도 함흥에서 서자(庶子)로 출생하였다. 그의 가문은 조선 태조 이성계의 고조부이자, 조선 건국 이전의 추존왕인 목조대왕의 둘째아들인 안원대군(安原大君)의 후손인 이이기에, 조선 왕실 직계 정통인 자는 아니지만, 그야말로 조선 왕족 방계 혈통의 집안이다. 먼 훗날 이수광 작가가 남긴 서술에 따르면, 이제마의 모친(경주 김씨)은 지적 장애인이라 비장애인인 부친과 결혼을 늦게 한데다가 첩으로 시집을 갔는데, 할아버지가 꿈에서 말이 날뛰는 모습을 보고 이제마라는 이름을 지어주었다고 한다. 그는 어린 시절부터 《주역》을 애독하였다. 13세 때인 1850년 향시(鄕試)에서 장원한 후 전국 각지와 러시아, 만주 등지를 다니며 견문을 넓혔다고 알려졌다.
36세 때였던 1872년에 무과에 급제하여 등용되었고, 50세 때였던 1886년에 진해현감(鎭海縣監)이 되었으나 다음 해인 1887년에 사직했으며 60세 때였던 1897년에 최문환(崔文煥)의 반란을 평정하여 고원군수(高原郡守)에 임명되었으나, 이듬해인 1898년에 사직하였다.
1900년에 64세로 죽을 때까지 고향에서 보원국(保元局)이라는 한의국을 개설하여 환자들을 보살폈다.
널리 알려진 《동의수세보원》 외에도 《천유초(闡幽抄)》, 《제중신편(濟衆新編)》, 《광제설(廣濟說)》, 《격치고(格致藁)》 등을 저술하였다(현재 《동의수세보원》에는 《광제설》이 포함됨). 그밖에 사람의 성격, 환경을 말한 성정론 등을 남겼다.
사람마다 타고난 체질이 다르므로 같은 병이라도 그 치료가 달라야 한다고 주장하였으며, 《동의수세보원》을 통해 태양, 소양, 태음, 소음의 네 가지 체질이 있다고 하는 사상의학을 제창하였다.

## 이제마 연표
- 1837년(출생) 함경도 함흥에서 출생
- 1849년(13세) 부친과 조부가 모두 운명하자 집을 떠나 전국 각지를 유랑
- 1872년(36세) 무과에 병과 급제
- 1873년(40세) 무위별선군관(武衛別選軍官)에 임명
- 1880년(44세) 《격치고(格致藁)》를 집필하기 시작함
- 1886년(50세) 진해현감(鎭海縣監)에 임명
- 1894년(58세) 《동의수세보원》을 저술함
- 1895년(59세) 모친의 병 때문에 함흥으로 낙향
- 1896년(60세) 정삼품 통정대부 선유위원(正三品 通政大夫 宣諭委員)의 작위를 받음
- 1897년(61세) 고원군수(高原郡守)에 임명. 《제중신편(濟衆新編)》을 저술
- 1898년(62세) 관직을 사양하고 고향으로 내려와 보원국(保元局)이라는 한의원을 개설하여 진료와 의학연구에 전념
- 1900년(64세) 일생을 마감할 때 《동의수세보원》을 개정.

## 이제마가 등장한 작품

### TV 드라마
- 《대원군》(MBC, 1990년~1990년, 배우: 남성훈)
- 《태양인 이제마》(KBS, 2002~2002, 배우: 최수종,백성현)